# Gun Owners of America
A Gun Owners of America (GOA) é uma organização sem fins lucrativos 501(c) (4) dedicada à preservação dos  direitos às armas nos Estados Unidos com mais de 100.000 membros. Ela se esforça para se diferenciar da National Rifle Association (NRA) e criticou publicamente a NRA em várias ocasiões por aquilo que ela considera um comprometimento dos direitos das armas.

## Atuação
A GOA' freqüentemente se opõe a NRA em seus endossos e avaliações de políticos e candidatos. Por exemplo, a GOA se opôs abertamente à candidatura presidencial de John McCain em 2008, descrevendo seu histórico de votação por direito a armas como "péssimo, miserável e patético" e dando-lhe nota "F" em questões da Segunda Emenda desde 2004, enquanto o a NRA (por meio de seu PAC, o NRA-PVF) deu a ele nota "C+". A GOA questionou o apoio da NRA sobre o NICS Improvement Act de 2007, chegando a emitir um "alerta de ação" para seus membros sobre essa lei em 18 de novembro de 2009.
A GOA foi descrita pelo congressista Ron Paul como "o único lobby de armas sem concessões em Washington". Esta citação de Paul tem sido exibida com destaque na página inicial do site Gun Owners of America, e Paul foi o único candidato presidencial de 2008 a receber uma nota "A+" da Gun Owners of America.

## Histórico
A Gun Owners of America foi fundada em 1975 pelo membro do conselho da NRA e senador do estado da Califórnia, H. L. Richardson, quando a legislação para proibir todas as armas de fogo foi introduzida na Califórnia. Richardson foi o presidente da Gun Owners of America até sua morte em 2020. Richardson também fundou "Gun Owners of California", que trata especificamente dos direitos de propriedade de armas na Califórnia. O atual Vice-presidente Sr. da GOA é Erich Pratt, filho do diretor anterior Larry Pratt, que também apresenta o webcast de áudio da GOA, o "Firing Back".

## Objetivos
A Gun Owners of America é uma organização sem fins lucrativos 501(c)(4) cujo principal objetivo é preservar e defender a Segunda Emenda. A GOA vê o direito de portar armas como uma questão fundamental de liberdade. A postura da GOA é não aceitar o status quo. De acordo com o site oficial da Gun Owners of America, seu conselho afirma que os americanos perderam alguns de seus direitos sobre as armas, e a GOA se esforça para recuperá-los. Por 30 anos, a Gun Owners of America vem construindo uma rede nacional de advogados para ajudar a contestar a legislação de controle de armas nos tribunais. A GOA esteve envolvida em processos judiciais em quase todos os Estados na esperança de manter e fazer avançar a legislação e os direitos pró-armas.

## Ramificações
Por conta própria, a Gun Owners of America gastou mais de US$ 1,75 milhão em lobby no Congresso em 2004 e mais de US$ 18 milhões entre 1998 e 2004. O Comitê de Ação Política ("political action committee") da GOA é o "Gun Owners of America Inc. Political Victory Fund" (C00278101). É ele que levanta fundos para apoiar a eleição de candidatos pró-armas em todos os níveis de governo.
Já a "Gun Owners Foundation" é uma fundação educacional sem fins lucrativos. Ela atua como o braço de pesquisa para a GOA. Seu principal objetivo é realizar seminários em todo o país para informar o público, os meios de comunicação e vários funcionários do governo sobre as questões da Segunda Emenda. A Gun Owners Foundation por volta de 2008 deu início a uma nova campanha criando "Anúncios de Serviço Público" para promover o tema "Segurança ADEQUADA com armas". De acordo com a Gun Owners Foundation, seu objetivo de campanha é "conscientizar o público sobre os perigos de não ter uma arma pronta para proteção e encorajar os proprietários de armas a não trancarem seus melhores meios de autodefesa". Os anúncios de serviço público se concentram principalmente na tentativa de persuadir seu público-alvo, adultos americanos em residências com proprietários de armas, a não trancarem suas armas de fogo, mas, em vez disso, mantê-las prontas e acessíveis. De acordo com os anúncios de serviço público divulgados:
- As armas são usadas até 2,5 milhões de vezes por ano em autodefesa contra criminosos - ou cerca de 6.850 vezes por dia. Como resultado, a cada ano as armas de fogo são usadas 60 vezes mais para proteger vidas do que para tirá-las.
- Trancar armas de fogo em cofres pode custar vidas, justamente durante uma situação de risco de vida.
- As armas são o "grande equalizador" das mulheres. Cerca de 200.000 mulheres usam uma arma todos os anos para se defender contra o abuso sexual.
- Os proprietários de armas são uma boa forma de controle do crime. Os cidadãos atiram e matam pelo menos duas vezes mais criminosos do que a polícia a cada ano (1.527 a 606).[14]

## Campanhas recentes
A Gun Owners of America denunciou publicamente o então presidente eleito Barack Obama, afirmando que "Com base em seu histórico de votação no senado estadual de Illinois e no Senado dos EUA, o presidente eleito Barack Obama será o presidente mais anti-Segunda Emenda da história of America". A Gun Owners of America estava preocupada com a maioria do Partido Democrata no 111º Congresso, tendo Obama ao lado da líder democrata Nancy Pelosi e do líder da maioria no Senado Harry Reid (ambos classificados como "F−" pela GOA), significará que os direitos protegidos pela Segunda Emenda podem ser afetados. As preocupações da Gun Owners of America sobre a administração Obama e o Congresso da época incluiam:
- A reconstituição da expirada Proibição de "Armas de Assalto"[18]
- Legislação para acabar com shows de armas;[19][20][21]
- Legislação que proíbe armas e/ou munições calibre .50"[22]
- Expansão do Sistema Nacional de Verificação Instantânea de Antecedentes Criminais[23]
- Ratificação de tratados internacionais com efeitos intrínsecos nas leis americanas sobre armas de fogo, como a CIFTA[24]

A Gun Owners of America falhou em sua batalha contra o "NICS Improvement Amendments Act" de 2007. O grupo alegou que o projeto de lei (HR 2640 e S 2084) daria às autoridades - incluindo tribunais, psiquiatras e, em alguns casos, psicólogos - a capacidade revogar os direitos da Segunda Emenda dos veteranos que foram diagnosticados com transtorno de estresse pós-traumático. A Gun Owners of America argumentou que isso seria uma violação dos direitos dos veteranos com transtornos mentais.

## Vitórias da GOA
Em 6 de junho de 1995, a Gun Owners of America ajudou no lobby da Câmara dos Representantes para votar contra a Emenda Moran, por uma votação de 278 a 149. A emenda teria proibido armas de calibre .50 de serem licenciadas para exportação.
Em 13 de julho de 2006, o senador David Vitter conseguiu uma votação de 84–16 em sua emenda que proíbe o uso de dinheiro federal para agentes federais confiscarem armas durante um estado de emergência declarado. Este projeto foi aprovado menos de um ano após a devastação do furacão Katrina no estado natal de Vitter.
Em 27 de junho de 2007, a Emenda Pence foi aprovada. O projeto, em homenagem ao então deputado Mike Pence, foi aprovado por uma votação de 309–115. De acordo com a Gun Owners of America, a emenda bloqueou a capacidade da "Federal Communications Commission" de usar a "Fairness Doctrine" ("Doutrina de Justiça") para limitar a liberdade de expressão permitida por organizações como Gun Owners of America nas transmissões de rádio.
Em 9 de agosto de 2007, a Gun Owners of America apoiou o trabalho de Vitter na aprovação de um projeto de lei declarando que nenhum fundo dos EUA pode ser usado pelas Nações Unidas ou qualquer grupo afiliado às Nações Unidas para restringir ou tributar os direitos da Segunda Emenda. Se eles tentarem fazer isso, os EUA podem retirar seus fundos da organização. Este projeto de lei, HR-2764, também conhecido como "Consolidated Appropriations Act", foi aprovado por 81-10 votos.
Em 25 de fevereiro de 2008, o senador Jim DeMint emendou o projeto de lei S-1200, a "Indian Health Care Improvement Act". A lei afirmava que os recursos seriam usados para a "prevenção da violência". Uma vez que os fundos seriam usados para "recompra" de armas dos nativos americanos, devido a isso, DeMint conseguiu passar uma emenda declarando que o dinheiro não poderia ser usado para quaisquer programas anti-armas. A emenda de DeMint foi aprovada por uma margem de 78-11.